# 할로플라스마 콘트락틸레
할로플라스마 콘트락틸레(Haloplasma contractile)는 몰리쿠테스강에 속하는 세균의 일종이다. 세포막이 없는 호염성 세균이다. 할로플라스마목(Haloplasmatales), 할로플라스마과(Haloplasmataceae), 할로플라스마속(Haloplasma)의 유일한 종이다.